# Letiště Peking Nan-jüan
Letiště Peking Nan-jüan (čínsky v českém přepisu Pej-ťing Nan-jüan Ťi-čchang, pchin-jinem Běijīng Nányuàn Jīchǎng, znaky zjednodušené 北京南苑機場, tradiční 北京南苑机场, IATA: NAY , ICAO: ZBNY) byla letecká základna a zároveň jedno z civilních letišť v Pekingu, hlavním městě Čínské lidové republiky. Leží ve vzdálenosti přibližně osmnácti kilometrů jižně od centra ve čtvrti Nan-jüan obvodu Feng-tchaj. Jako letiště vedlejšího významu (hlavním pekingským letištěm je letiště Peking) bylo po otevření nového mezinárodního letiště Peking Ta-sing 25. září 2019 uzavřeno.